# Marrion Wilcox
Marrion Wilcox (1858 - 1926), geógrafo, historiador e hispanista estadounidense.

## Trayectoria
Supervisó una objetiva y bien informada Harper's History of the War in the Philippines (Nueva York: Editorial Harper, 1900) y editó, junto con George Edwin Rines, una Encyclopedia of Latin America, dealing with the life, achievement, and national development of the countries of South and Central America, Mexico and Panama, the West Indies, and giving special information on commerce, industry, banking, finance, railways... (New York: The Encyclopedia Americana Corporation, 1917).